# 大理委陵菜
大理委陵菜（学名：Potentilla taliensis），为蔷薇科委陵菜属下的一个植物种。